# Miguel Álvarez Jurado
Miguel Álvarez Jurado (Guarromán, Jaén, España, 27 de marzo de 1958) es un entrenador de fútbol. Actualmente está libre tras abandonar la disciplina del Villarreal Club de Fútbol "B".

## Trayectoria
Álvarez se estrenó como entrenador dirigiendo a varios equipos catalanes de categorías inferiores, como el Vilassar de Mar.
En 2002, consiguió el ascenso a Segunda División con el Terrassa y después obtuvo la permanencia en la categoría de plata en la temporada 2002-03 antes de ser despedido tras sólo 3 jornadas del curso siguiente.
Luego fue contratado por el CF Ciudad de Murcia, donde se dio una curiosa situación: Fue cesado tras 17 partidos y a falta de 7 jornadas volvió a hacerse cargo del equipo para conseguir la permanencia.
Posteriormente, en 2006, volvió al banquillo del Terrassa, que finalizó la temporada obteniendo la 10.ª posición en su grupo de Segunda División "B".
En los siguientes años, dirigió a dos equipos de Segunda División B: el Lorca Deportiva CF y el CF Badalona.
En octubre de 2010, fichó por el CE L'Hospitalet, con el equipo ocupando puestos de descenso. Al terminar la temporada, el equipo catalán acabó sexto, en puestos de clasificación para la Copa del Rey.
En junio de 2011, rechazó la oferta de renovación del club arlequinado para hacerse cargo del Club Deportivo Leganés para la temporada 2011-2012, donde sería destituido en la jornada 13 debido a los malos resultados.
En junio de 2012, volvió al CE L'Hospitalet, con el que fue campeón de su grupo y estuvo a las puertas de lograr el ascenso a Segunda A.
El 3 de julio de 2013, fue contratado por la AD Alcorcón para la temporada 2013-14. A pesar de un buen comienzo de campeonato, el equipo madrileño entró en una dinámica negativa y llegó a ocupar puestos de descenso. Finalmente, Álvarez fue destituido tras la 24.ª jornada, dejando al conjunto alfarero en 17.º lugar con 28 puntos.
El 18 de febrero de 2015, firmó como nuevo técnico de la Unió Esportiva Sant Andreu, pero el técnico jienense no pudo evitar el descenso del cuadro cuatribarrado a Tercera División.
El 12 de junio de 2015, fue contratado por el CE Sabadell FC. Llevó al equipo catalán al 7.º puesto de su grupo en la Segunda División "B", pero no continuó en el cargo.
El 2 de marzo de 2017, con casi 59 años, se convirtió en entrenador del Marbella del Grupo IV de Segunda B, para sustituir al técnico tunecino Mehdi Nafti. Sin embargo, fue cesado tras solamente 2 meses en el cargo.
El 4 de octubre de 2017, se incorporó al Villarreal Club de Fútbol "B". El 11 de junio de 2022, consiguió el ascenso a la Segunda División de España con el filial amarillo, aunque descendió a la categoría de bronce 2 años después. En mayo de 2025, fue reemplazado por David Albelda.

## Clubes
| Club                       | País   | Año       |
| -------------------------- | ------ | --------- |
| U. D. Cerdanyola de Mataró | España | 1991-1992 |
| A. D. Guíxols              | España | 1992-1993 |
| U. A. Horta                | España | 1993-1994 |
| U. E. Vilassar de Mar      | España | 1994-1997 |
| C. E. Mataró               | España | 1997-2000 |
| Terrassa F. C.             | España | 2001-2003 |
| C. F. Ciudad de Murcia     | España | 2004-2005 |
| Terrassa F. C.             | España | 2006-2007 |
| Lorca Deportiva C. F.      | España | 2007-2008 |
| C. F. Badalona             | España | 2008-2009 |
| C. E. L'Hospitalet         | España | 2010-2011 |
| C. D. Leganés              | España | 2011      |
| C. E. L'Hospitalet         | España | 2012-2013 |
| A. D. Alcorcón             | España | 2013-2014 |
| U. E. Sant Andreu          | España | 2015      |
| C. E. Sabadell F. C.       | España | 2015-2016 |
| Marbella C. F.             | España | 2017      |
| Villarreal C. F. "B"       | España | 2017-2025 |